# Mike Pence
Pour l'unité monétaire, voir Pence.
Michael Richard Pence, dit Mike Pence, né le 7 juin 1959 à Columbus (Indiana), est un homme d'État américain. Membre du Parti républicain, il est le 48e vice-président des États-Unis, en fonction du 20 janvier 2017 au 20 janvier 2021.
Avocat de profession, il siège à la Chambre des représentants des États-Unis de 2001 à 2013 avant de devenir gouverneur de l'Indiana.
En 2016, il est choisi par Donald Trump comme colistier à l'élection présidentielle, offrant à la candidature de ce dernier une caution chrétienne et conservatrice. Le ticket remporte le scrutin et Mike Pence entre en fonction comme vice-président des États-Unis l'année suivante.
Candidat à un second mandat avec Donald Trump à l'élection présidentielle de 2020, il n'est pas réélu. Alors que le président sortant et ses partisans contestent les résultats, Pence refuse de rejeter les résultats en tant que président du Sénat, malgré l’assaut du Capitole par des trumpistes.
En 2023, il annonce sa candidature aux primaires présidentielles du Parti républicain de 2024, face notamment à Donald Trump. Crédité de faibles intentions de vote, il se retire avant même le début des primaires.

## Situation personnelle

### Naissance et famille
Michael Richard Pence naît le 7 juin 1959 à Columbus (Indiana) dans une famille de six enfants. La mère, Ann Jane Nancy (née Cawley), et le père Edward Joseph Pence Jr., dirigent un réseau de stations-service.

### Études
Il entre au collège Hanover (en) à Hanover (Indiana) pour des études d’histoire en 1977. Il devient un Born again évangélique, et s'éloigne du catholicisme de sa famille,. Il n'a cependant jamais désavoué publiquement la foi catholique dans laquelle il a grandi et se présente comme un « évangélique catholique » ayant mêlé les leçons catholiques de sa jeunesse avec les idéaux protestants évangéliques de son âge adulte.
Il obtient un Bachelor of Arts en histoire en 1981 du collège Hanover et un Juris Doctor de droit en 1986 de l'École de droit Robert H. McKinney (en) de l'Université de l'Indiana à Indianapolis et commence à exercer comme avocat.

### Mariage

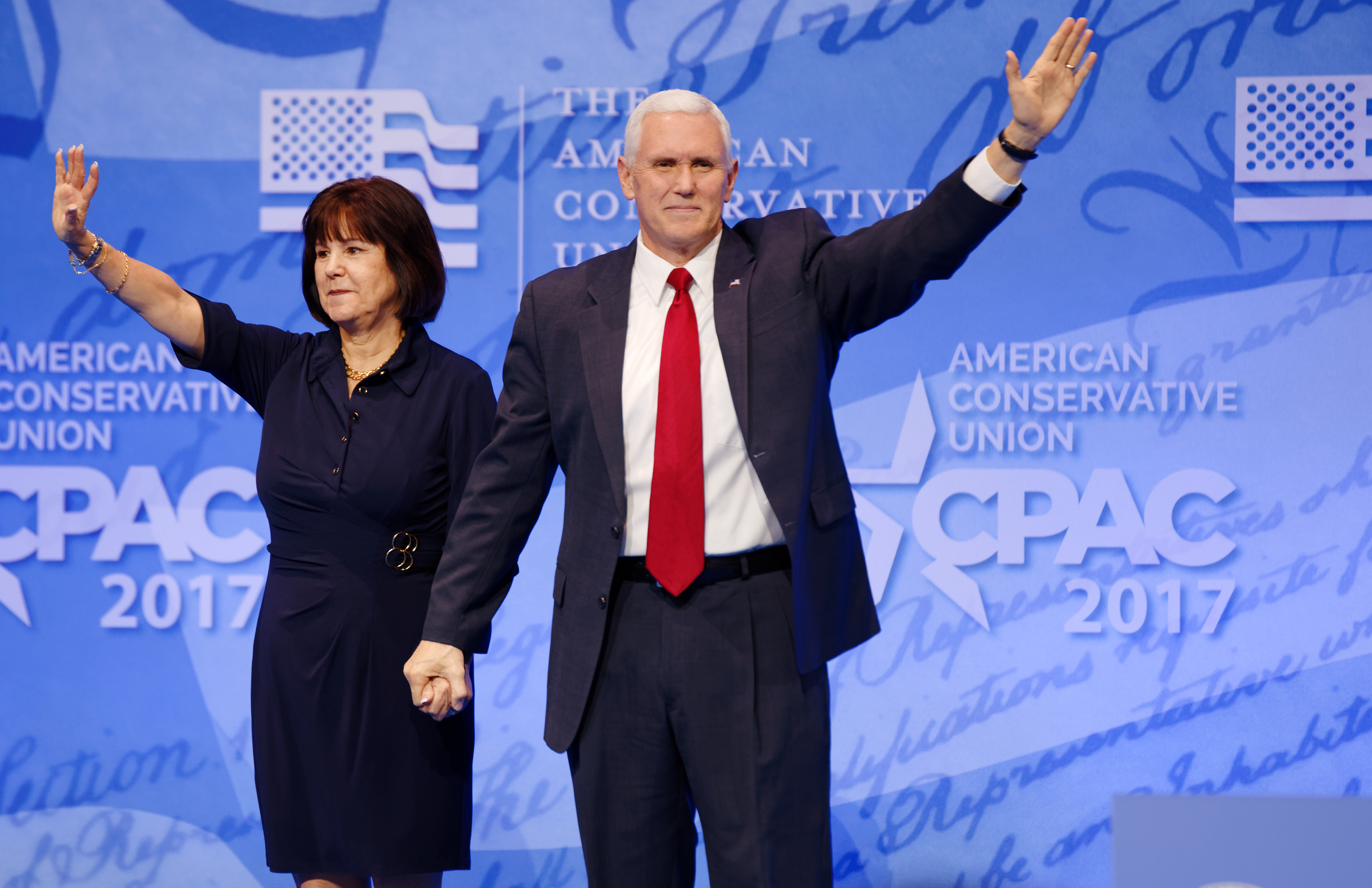
Mike Pence et son épouse Karen en 2017.

Mike Pence et sa femme Karen Pence sont mariés depuis 1985. Ils ont trois enfants : Michael, Charlotte et Audrey.
Son frère, Greg Pence, est élu en 2018 dans le 6e district de l'Indiana, circonscription que Mike Pence avait représenté au début des années 2000.

## Ascension politique

### Chambre des représentants

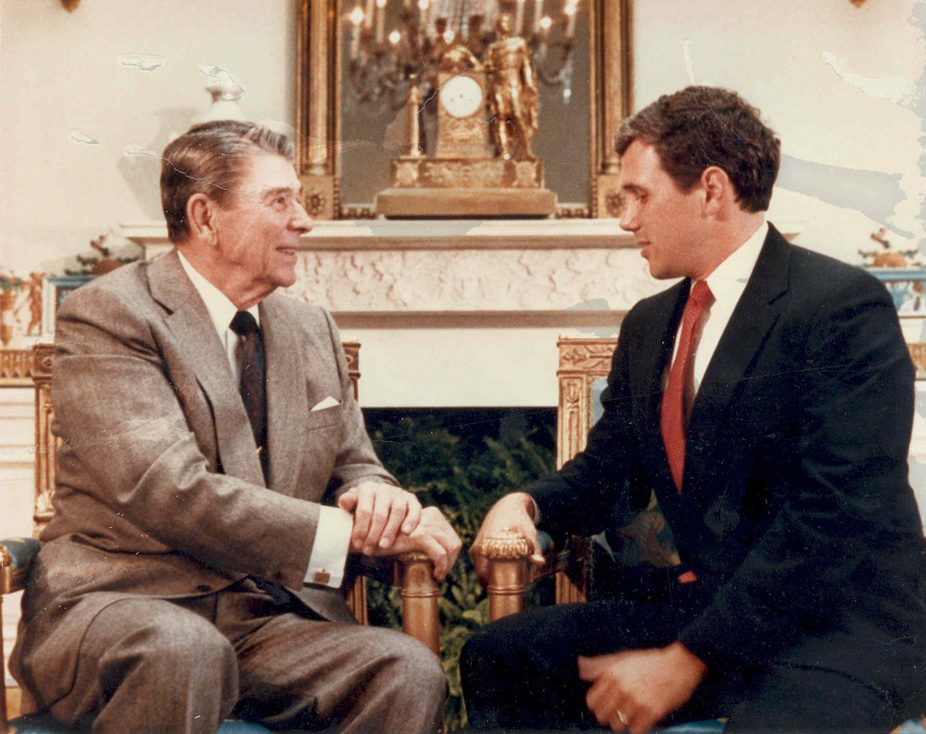
Mike Pence avec le président des États-Unis, Ronald Reagan, en 1988.

Mike Pence se lance dans la politique et anime également un programme politique à la radio puis à la télévision à partir des années 1990.
Après deux tentatives pour se faire élire à la Chambre des représentants fédéraux, il finit par obtenir les suffrages des électeurs de la deuxième circonscription de l'Indiana en novembre 2000. Il est ensuite réélu confortablement à ce poste, à quatre reprises, jusqu'en 2013.
Il vote la résolution permettant l'invasion de l’Irak en 2002 et plaide en faveur de l’augmentation des budgets militaires.
Il est présenté comme « un soutien inconditionnel d’Israël ».
Il siège à la commission des affaires étrangères du Congrès de 2003 à 2012 et occupe la vice-présidence de la sous-commission Moyen-Orient / Asie du Sud de 2012 à 2013.
Malgré ces fonctions, selon le journaliste Shane Harris (en), « Pence [est] connu pour être un idéologue conservateur qui a grimpé les échelons du Parti républicain et non pas comme un stratège de la politique extérieure ».
Il accède à la présidence du groupe républicain au Congrès, poste qu'il occupe de 2009 à 2011.
En 2010, il annonce ne pas souhaiter se lancer dans la course à l'élection sénatoriale, choisissant plutôt de briguer le poste de gouverneur de l’État de l'Indiana.

### Gouverneur de l'Indiana

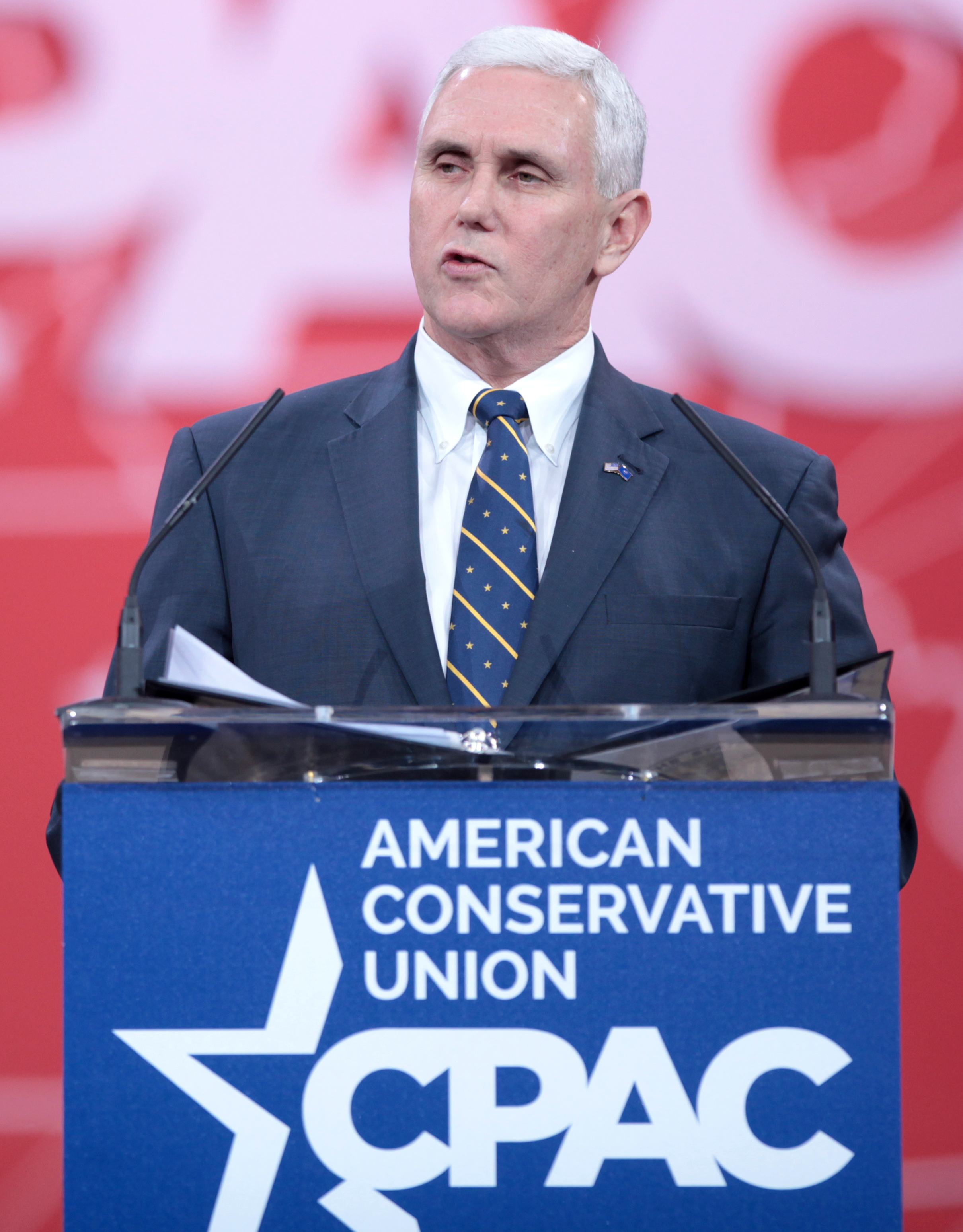
Mike Pence en 2015.

Mike Pence obtient l'investiture républicaine pour l'élection de 2012 au poste de gouverneur de l'Indiana ; il bat son rival démocrate John R. Gregg et gagne l'élection en novembre.
Mike Pence est le 50e gouverneur de l’État de l’Indiana en janvier 2013, succédant au républicain Mitch Daniels.
Pence se fait particulièrement remarquer en 2015 lorsqu'il fait passer une loi qui permet à des entreprises de refuser de fournir des services commerciaux dans le cadre de mariages homosexuels.
Cette loi est jugée homophobe par ses opposants, mais relève de la liberté de conscience religieuse d'après ses soutiens. Pence finit par ajouter un amendement à la loi afin qu'elle ne puisse pas être utilisée dans un but discriminatoire.
Il tente d'empêcher l’installation de réfugiés syriens dans son État par peur qu’ils soient noyautés par des terroristes. La justice fédérale casse cette tentative au nom de l'application de la loi nationale.

### Campagne présidentielle de 2016

Logo de la campagne de Donald Trump et Mike Pence.

Après avoir envisagé de se présenter aux primaires du Parti républicain de 2016 puis soutenu Ted Cruz, il est désigné comme candidat du Parti républicain au poste de vice-président pour l'élection présidentielle de 2016 aux côtés de Donald Trump le 15 juillet 2016,.
Durant la campagne, il avait notamment jugé « insultante et anticonstitutionnelle » la proposition de Donald Trump d'interdire d'entrée les musulmans sur le territoire américain.
Cette désignation permet à Donald Trump d'améliorer son image auprès de l'électorat chrétien et conservateur : Mike Pence se présente en effet comme un « chrétien, un conservateur et un républicain, dans cet ordre ».
Il adopte une attitude en public très différente de celle dont Donald Trump est coutumier, assumant même parfois des points de vue différents, ce qui permet de tempérer certains excès du candidat Trump à la présidentielle.

## Vice-président des États-Unis

### Élection

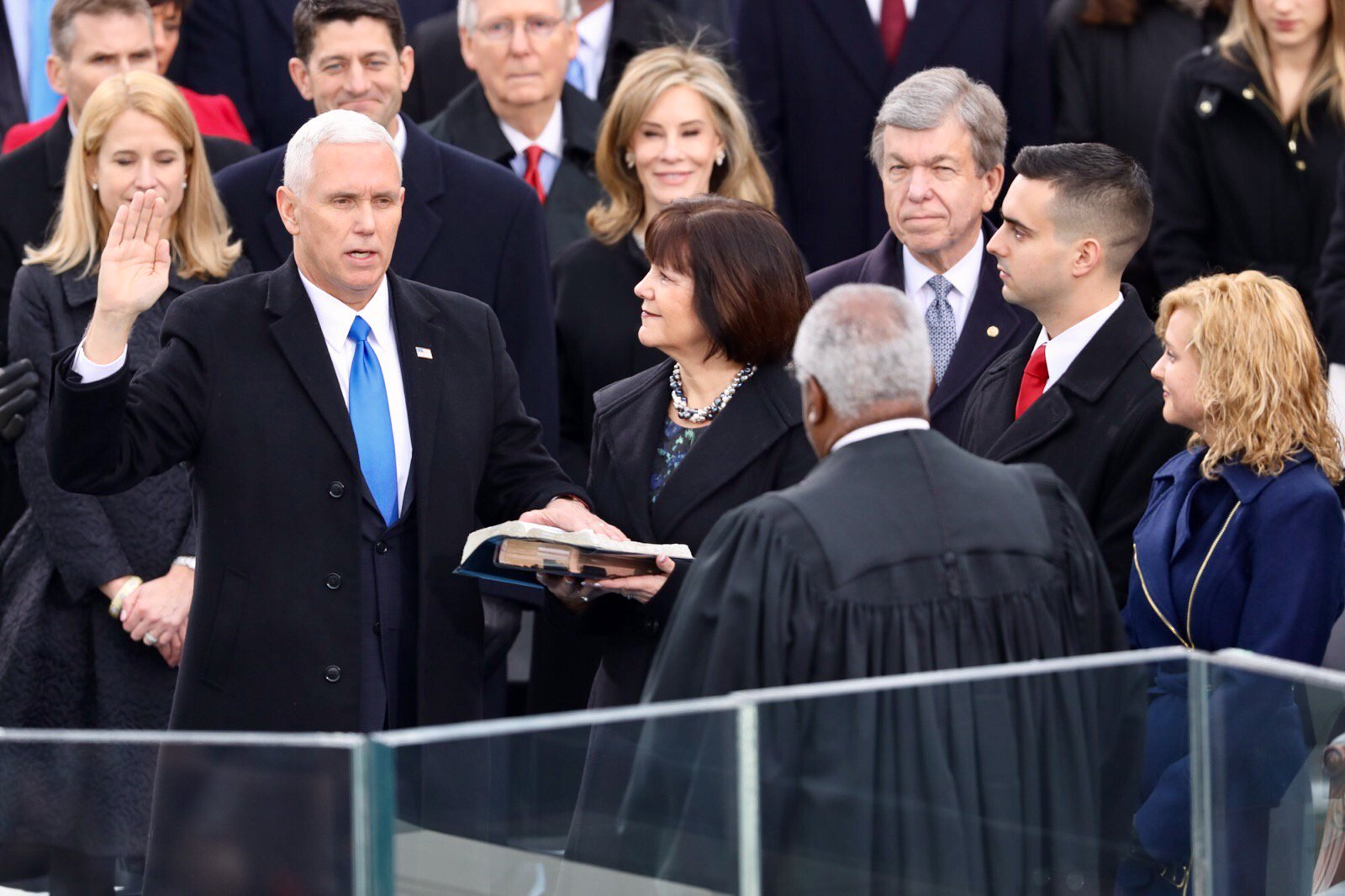
Mike Pence prêtant serment, le 20 janvier 2017.

Le 8 novembre 2016, il est élu vice-président des États-Unis après la victoire de Donald Trump à l’élection présidentielle au nombre de grands électeurs du collège électoral. Le Parti républicain garde également le contrôle de la Chambre des représentants ainsi que du Sénat.

### Période de transition
Il rencontre pour la première fois après l'élection le vice-président en fonction, Joe Biden, dans son bureau de la Maison-Blanche le 10 novembre 2016. Mike Pence a déclaré souhaiter mener « une transition du pouvoir en douceur et sans heurts ». Le 11 novembre 2016, Mike Pence est chargé de diriger l'équipe de transition présidentielle de Donald Trump en remplacement de Chris Christie, affaibli par un scandale politique touchant deux de ses proches.

### Investiture
Le 20 janvier 2017 à midi, jour de l'Inauguration Day, alors que Donald Trump devient président, Mike Pence est investi 48e vice-président des États-Unis. Dans la nouvelle administration, Mike Pence est la principale figure des électeurs évangéliques blancs, qui ont voté très majoritairement pour Donald Trump.

### Exercice de la fonction

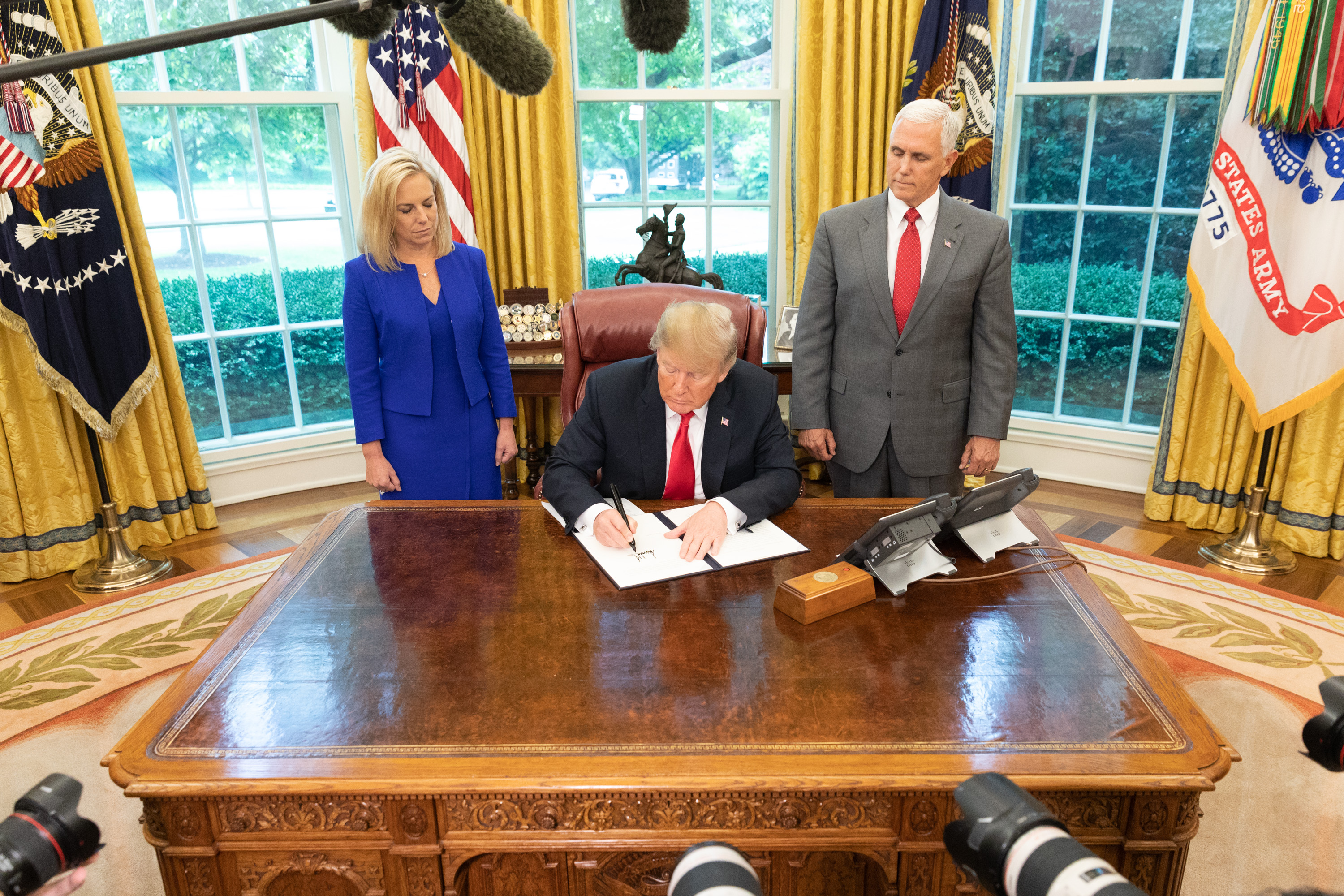
Mike Pence, Donald Trump et Kirstjen Nielsen en 2018.

En février 2020, en pleine pandémie de Covid-19, Donald Trump le nomme chef du groupe de travail de la Maison-Blanche sur le coronavirus. Mike Pence coordonne ainsi les efforts de lutte contre la propagation de la maladie avec les Centres pour le contrôle et la prévention des maladies, le département de la Santé et des Services sociaux, les National Institutes of Health, le département de la Sécurité intérieure et le bureau de la Maison-Blanche,.

### Élection présidentielle de 2020
Mike Pence est candidat à un second mandat de vice-président après avoir été choisi par Donald Trump pour être à nouveau son colistier en vue de l'élection présidentielle de 2020. Le président Trump est investi par le Parti républicain lors de la convention du 24 août 2020.
À l’issue de plusieurs jours de suspense, les médias annoncent que Joe Biden remporte l’élection présidentielle avec 306 grands électeurs contre 232 pour Donald Trump.
Donald Trump et des élus républicains dénoncent des fraudes dans des États-clés, où les résultats sont serrés, mais leurs recours sont quasiment tous rejetés par la justice.
C'est à Mike Pence, comme président ex officio du Sénat que revient le rôle de proclamer les résultats certifiés du collège électoral lors de la réunion du Congrès au Capitole début janvier 2021 ; le président Trump ayant prétendu que l'élection était volée, entachée d'irrégularités dans plusieurs États, fait pression en décembre 2020 et début janvier 2021 pour que son vice-président prenne en compte d'autres grands électeurs au moment du pointage des votes du collège électoral.
Mike Pence s'oppose à une procédure en justice qui visait à lui faire reconnaître cette possibilité, considérée très largement comme anticonstitutionnelle.
Le tribunal lui ayant donné raison contre l'analyse des partisans du président Trump, il continue d'affirmer qu'il soutient les démarches d'enquête sur les votes, mais que son seul rôle est de lire les résultats.

### Derniers jours de mandat
Le 6 janvier 2021, Trump a incité ses électeurs à « marcher sur le Capitole » pendant la réunion du Congrès présidé par Mike Pence pour le Sénat et Nancy Pelosi pour la Chambre.
Dans son discours devant la foule de ses partisans qu'il a rassemblés devant la Maison-Blanche, Trump persiste à dire que « Si Mike fait la bonne chose, nous gagnons l'élection ».
Mais Mike Pence publie parallèlement une lettre dans laquelle il explique qu'il ne fera pas objection à la victoire de Biden puisqu'il n'en a pas les pouvoirs.
Avertis de la position du vice-président, une partie des émeutiers qui partent alors à l'assaut du Capitole entrent en force dans le bâtiment en criant « pendez Pence, pendez Pence ! ».
Évacué de la salle du Sénat, Mike Pence échappe de justesse aux émeutiers qui investissent le bâtiment.
Durant l'assaut, Mike Pence tweete à 15 h 35 : « Cette attaque contre notre Capitole ne sera pas tolérée et les personnes impliquées seront poursuivies dans toute la mesure de la loi », alors que Trump affiche dans un premier temps son soutien aux émeutiers,.
Mike Pence ne reçoit aucun appel téléphonique du président Trump, semble agir pour faire intervenir la Garde nationale, et condamne fermement l'invasion du Capitole.
L'ordre étant rétabli, il reprend la séance : « À ceux qui ont semé le trouble dans notre capitale, vous n'avez pas gagné, la violence ne gagne jamais, retournons au travail ». Il lit les résultats qui valent proclamation du nouveau président et dans les jours qui suivent, tout en se désolidarisant nettement de l'attitude de Donald Trump pendant l'émeute, l'accusant de tenir des propos « irresponsables », il se refuse à faire appliquer le 25e amendement.
Mike Pence a participé à la transition de pouvoir au contraire du président Trump qu'il a rencontré le 12 janvier, et dont il a reçu pratiquement la délégation de toutes les affaires courantes.
Le 20 janvier 2021, Kamala Harris prête serment sur la Bible, et devient la 49e vice-présidente des États-Unis. Elle a succédé à Mike Pence présent à la cérémonie d'investiture.

## Après la vice-présidence

### Activités de lobbying
En février 2021, Mike Pence rejoint le laboratoire d'idées et lobby Heritage Foundation en tant que chercheur distingué. Il adhère également à l'organisation de jeunesse conservatrice Young America's Foundation.
À la suite de « symptômes associés à un rythme cardiaque lent » en avril 2021, l'ancien vice-président subit une opération chirurgicale pour se faire poser un stimulateur cardiaque.

### Primaires présidentielles républicaines de 2024

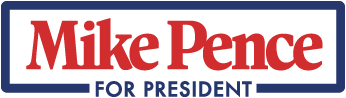
Logo de campagne de Mike Pence pour l'élection présidentielle de 2023.

Le 5 juin 2023, Mike Pence se déclare candidat aux primaires républicaines visant à désigner le représentant du parti à l'élection présidentielle de 2024. Depuis 2021, il menait une pré-campagne à travers des meetings dans des États-clés et promouvait la publication de ses mémoires, So help me God, publiés fin 2022,.

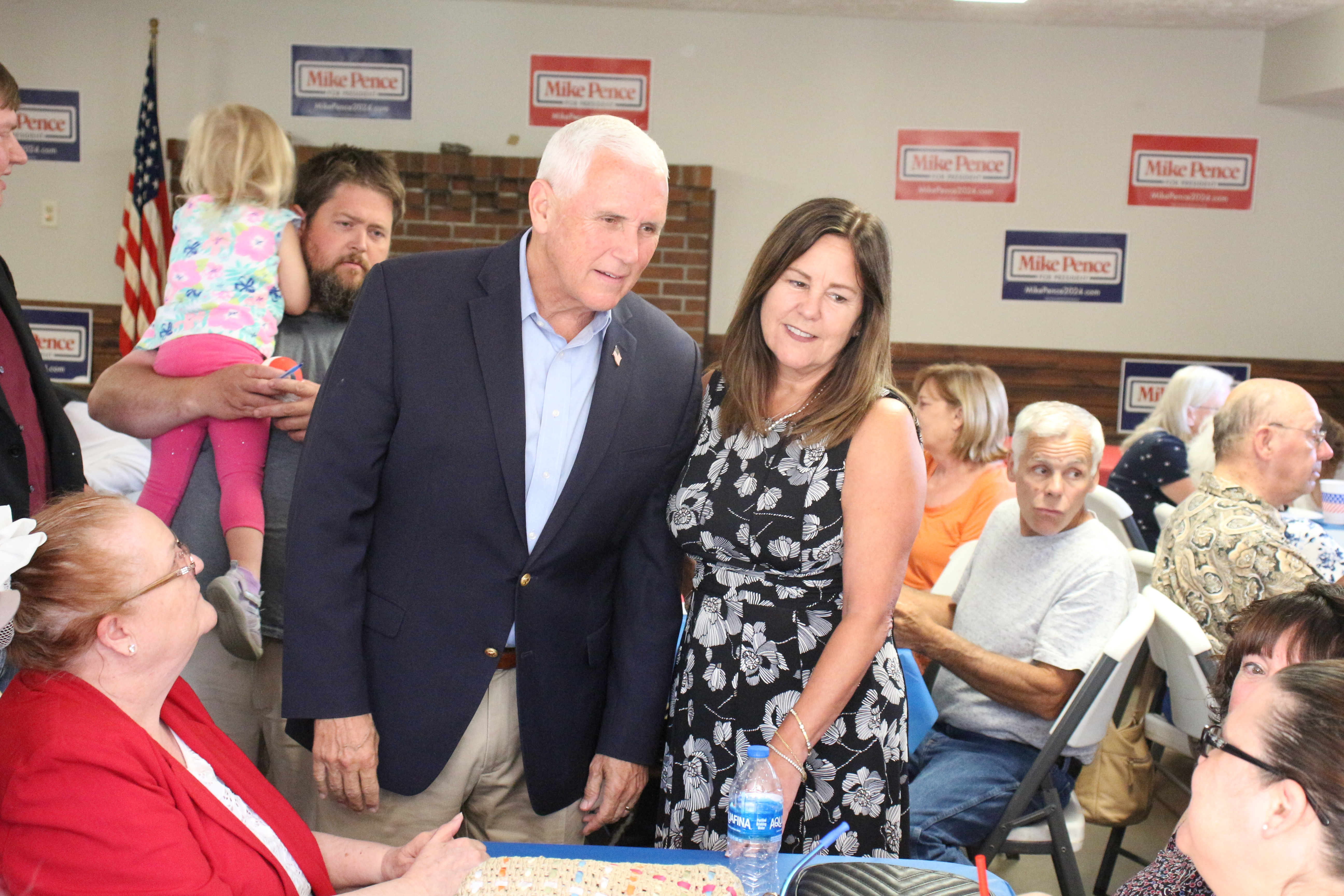
Mike Pence à Neola (Iowa), 2023.

Dès les débuts de la campagne, il se montre très critique envers Trump sur l'assaut du Capitole, tout en louant des réalisations de l'administration comme la nomination des juges conservateurs à la Cour suprême ou les bons résultats économiques,.
Sa candidature est perçue avec bienveillance par la plupart des grands médias américains et des marchés financiers.
Mais les sondages sont médiocres, le donnant autour de 5 % d'intentions de vote face à un positionnement ambigu envers Trump, toujours populaire dans l'électorat républicain (55 à 60 % des voix),.
Face aux difficultés rencontrées et à l'absence de financement, il annonce la suspension de sa campagne le 28 octobre 2023 : il déclare que ce n'est « pas son heure » et ne donne pas de consigne de vote,.
Il refuse de soutenir Donald Trump à la présidentielle l'opposant à Kamala Harris. Cependant, il assiste à sa seconde investiture.

## Prises de position
Mike Pence est proche du mouvement du Tea Party. Il déclare régulièrement se définir, dans l'ordre, comme un « chrétien, un conservateur et un républicain ».

### Économie et finance
En 2011, Mike Pence a soumis une modification à la Constitution américaine visant à limiter les dépenses fédérales à « la moyenne des recettes annuelles perçues au cours des trois exercices précédents, rajustées proportionnellement à l'évolution de la population et de l'inflation ».
Mike Pence a proposé une loi pour mettre fin au double mandat de la Réserve fédérale (qui consiste à maximiser l'emploi et stabiliser les prix), ce qui obligerait la Fed à se concentrer uniquement sur la stabilité des prix et non sur le plein emploi. Il a été un partisan d'un taux d'imposition fédéral uniforme ou flat tax.
Pence s'est opposé au Programme de secours aux sinistrés (TARP) de 2008. Pence s'est également opposé aux mesures visant à secourir l'industrie automobile votées à la suite de la crise mondiale de 2008-2009.
En 2007, Mike Pence a voté contre l'augmentation du salaire minimum fédéral à 7,25 $ l'heure sur deux ans (il était alors de 5,15 $), affirmant qu'elle « nuirait aux travailleurs pauvres ».
Pence a voté contre la loi Employee Free et contre la loi américaine de rétablissement et de réinvestissement de 2009, la dénonçant comme un échec, et a appelé à un gel des dépenses fédérales.
Plusieurs mois après avoir voté contre le projet de loi, Pence a néanmoins demandé 6 millions de dollars en fonds de relance pour des projets dans son district. Pence a voté contre la réforme de Wall Street Dodd-Frank.
Mike Pence était un partisan de la réforme de la couverture sociale. Il a voté contre le projet de loi de 139,7 milliards de dollars sur les dépenses de transport et de trésorerie en juin 2006.
Il défend, dans le cadre de sa candidature à la primaire républicaine de 2024, des positions radicales en matière de diète budgétaire, prônant des coupes à long terme dans l’assurance-maladie et la couverture médicale pour les personnes âgées.

### Politique étrangère

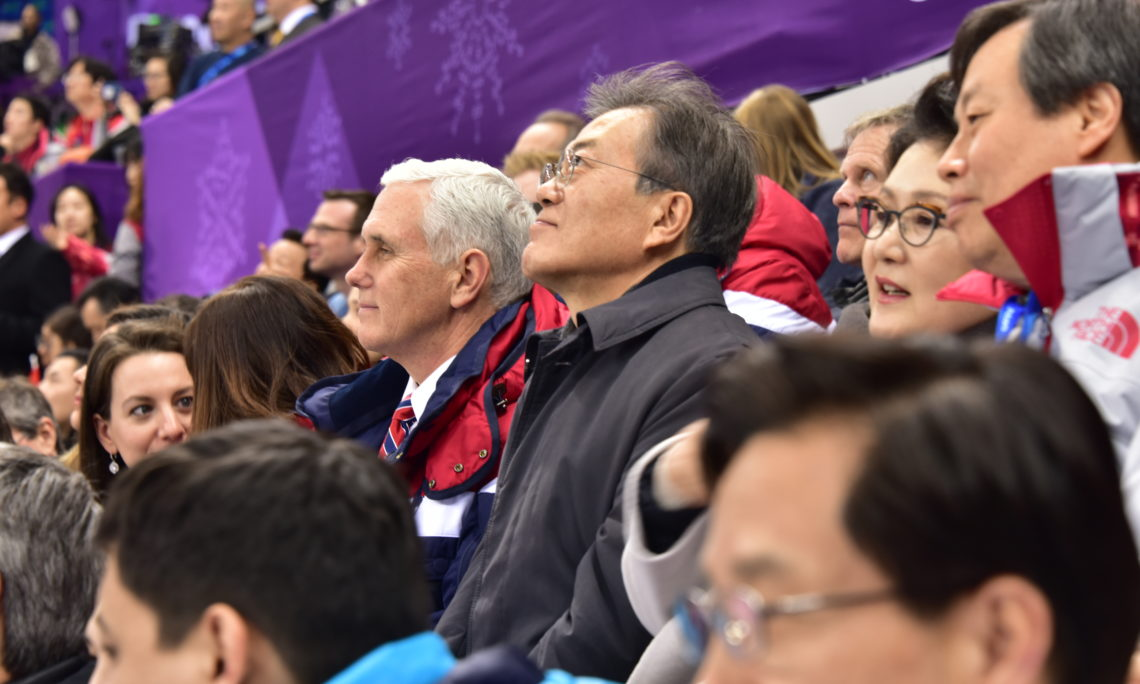
Mike Pence et le président Moon Jae-in lors de la cérémonie d'ouverture des Jeux olympiques d'hiver de 2018, à Pyeongchang.

Partisan de nombreux accords de libre-échange avec plusieurs puissances étrangères, Mike Pence a soutenu l'Accord de libre-échange nord-américain et l'accord de libre-échange d'Amérique centrale (CAFTA). Il est favorable au maintien des États-Unis dans l'Organisation mondiale du commerce. Il s'est prononcé en faveur de l'Accord de partenariat transpacifique, contrairement à Donald Trump.
Mike Pence a soutenu l'invasion américaine en Irak en 2003 et s'est opposé à la fermeture du camp de la baie de Guantánamo, voulue par Barack Obama.
Mike Pence a approuvé l'action d'Hillary Clinton dans sa gestion du conflit libyen en 2011, appuyant la proposition d'une zone d'exclusion aérienne et soutenant l'intervention occidentale.
Il s'est également déclaré favorable à une intervention contre les djihadistes de l'État islamique proposée par l'administration Obama.
En 2014, il a critiqué vivement Vladimir Poutine et il a déclaré que l'invasion de l'est de l'Ukraine par la Russie devrait inciter les États-Unis à resserrer leurs liens avec les pays membres de l'OTAN et déployer davantage d'armes défensives.
Dès sa pré-campagne aux primaires républicains de 2024, il apporte un soutien franc à l'Ukraine, victime d'une invasion militaire massive, et critique la tendance isolationniste de son parti, portée notamment par ses rivaux Trump et De Santis ainsi qu'une grande partie du Congrès,. Le 29 juin 2023, il se rend en Ukraine à Kyïv pour soutenir Volodymyr Zelensky.

### Immigration
Mike Pence s'oppose à l'installation de réfugiés syriens dans son État de l'Indiana, au nom de la sécurité et du risque que des terroristes se cachent parmi ces demandeurs d'asile. La Cour fédérale désavoue sa position en octobre 2016.
En juin 2006, il dévoile un plan d'immigration favorisant une sécurité accrue des frontières, suivie d'une stricte application des lois contre l'embauche d'étrangers illégaux et d'un programme de travailleurs invités. Ce programme de travailleurs invités aurait exigé des participants de postuler à partir de leur pays d'origine à des agences de placement agréées par le gouvernement, pour des postes non pourvus par des Américains.
Pence est partisan du droit du sang, et non du droit du sol.
Durant la campagne présidentielle américaine de 2016, Mike Pence prend ses distances avec Donald Trump au sujet de l'interdiction d'entrée des musulmans aux États-Unis, qu'il juge comme « insultante et inconstitutionnelle ».

### Science, environnement et recherche

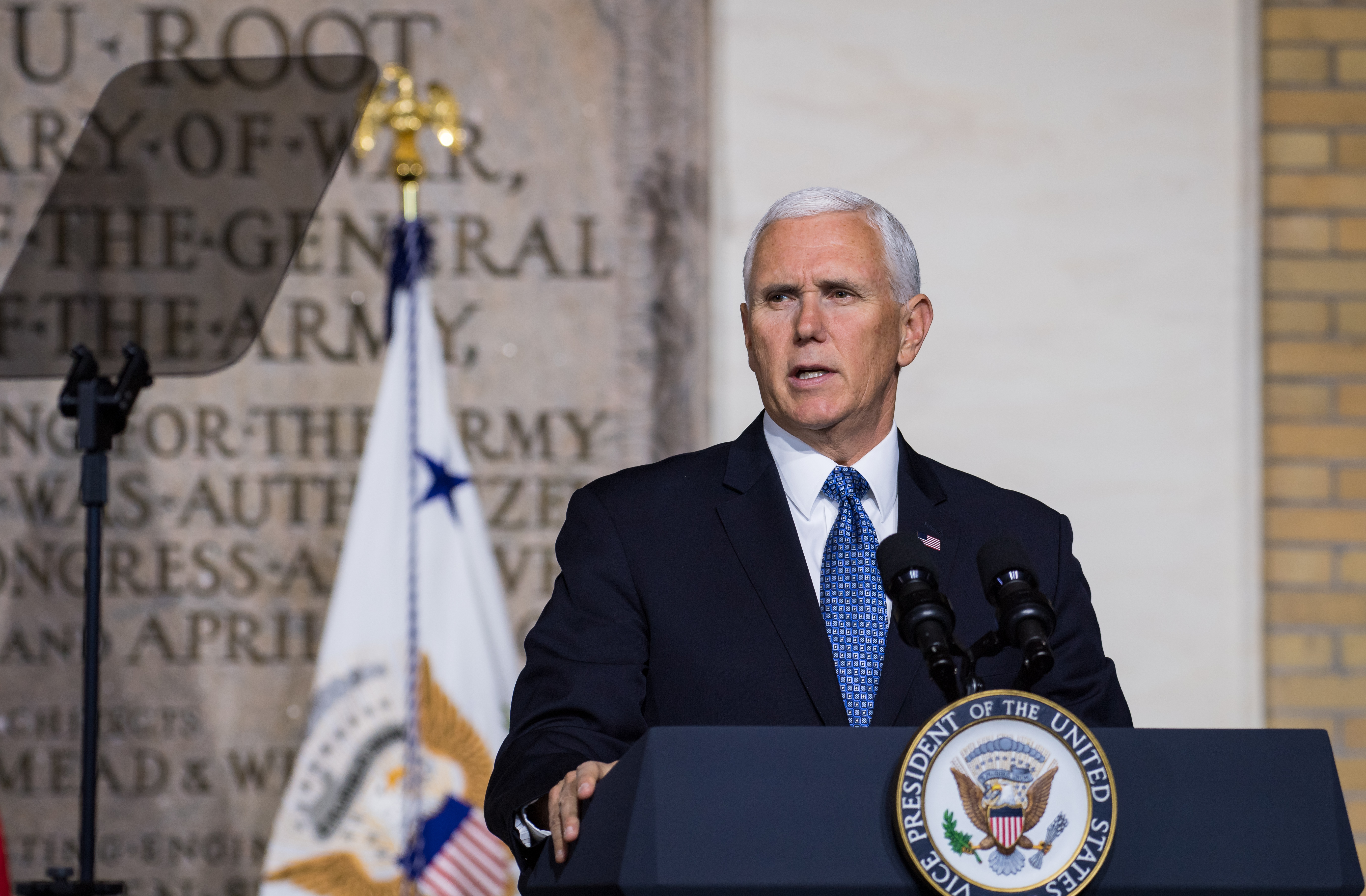
Mike Pence intervenant devant le National Space Council (2018).

Sur le plan environnemental, Mike Pence adopte un point de vue d'abord climato-sceptique, déclarant ainsi à la fin des années 1990 que « le réchauffement climatique est un mythe » entretenu pour faire payer davantage d'impôts, que la température moyenne sur Terre est en réalité plus basse que cinquante ans auparavant, et que le protocole de Kyoto constitue « un désastre ». Toutefois, il amende ce point de vue au cours de sa campagne électorale de 2016 et marque une légère différence avec son colistier Donald Trump : il admet que l'homme exerce une certaine influence sur son environnement et sur le climat.
Au moment où Obama accroît la liberté des chercheurs sur ce plan, Mike Pence est opposé à la recherche sur les cellules-souches, qu'il juge contraire à la morale et obsolète, eu égard aux avancées scientifiques récentes.
À propos des thèses créationnistes, Mike Pence déclare en 2009 : « Est-ce que je crois à l'évolution ? Je crois à l'idée selon laquelle Dieu a créé les cieux et la Terre, les mers et tout ce qu'il y a dedans. La manière dont il l'a fait, je ne peux rien en dire, mais je crois en cette vérité fondamentale ».
Mike Pence pense que la théorie de l'évolution n'est qu'une théorie et affirme qu'il devrait par conséquent être possible d'enseigner en parallèle à celle de l'évolution d'autres théories dans les classes.

### Santé publique
En tant que gouverneur de l'Indiana, Mike Pence s'oppose au programme d'échange de seringues pour diminuer les risques de transmission du VIH parmi les usagers de drogues. Il autorise finalement un tel programme à la suite d'une explosion des contaminations dans le comté de Scott.
Mike Pence s'est également opposé au port du préservatif. Il déclare à ce sujet, en 2002, que le préservatif n'offre qu'une « très, très faible protection » contre les infections sexuellement transmissibles (IST). Mike Pence s'est également montré hostile à l'égard des cours d'éducation sexuelle. Partisan de l'abstinence pour lutter contre les IST, il désavoue en 2002 un discours de Colin Powell selon lequel il est important, pour les jeunes générations, de se protéger contre les IST.
Pence a voté contre le plan Medicare ainsi que contre Patient Protection and Affordable Care Act (surnommé Obamacare), une loi sur la protection des patients et le prix des soins.
En 2001, il signe un article s'opposant à la réglementation du tabac arguant qu'elle créerait « de nouvelles bureaucraties gouvernementales » et empiéterait sur la vie privée. Il affirme alors que, « malgré l'hystérie de la classe politique et des médias, le tabagisme ne tue pas »,, précisant que « deux fumeurs sur trois ne meurent pas d'une maladie liée au tabagisme et que 9 fumeurs sur 10 ne contractent pas de cancer du poumon », tout en reconnaissant que « le tabagisme n'est pas bon » et que son arrêt est préférable. En 2009, Pence vote contre une loi sur la prévention du tabagisme familial (Family Smoking Prevention and Tobacco Control Act (en)), qui permet à la FDA de réglementer les produits du tabac. Selon les Centres américains pour le contrôle et la prévention des maladies, l'État de Indiana, dirigé par Pence, est l'un des pires États concernant les problèmes de tabagisme en Amérique.

### Questions de société

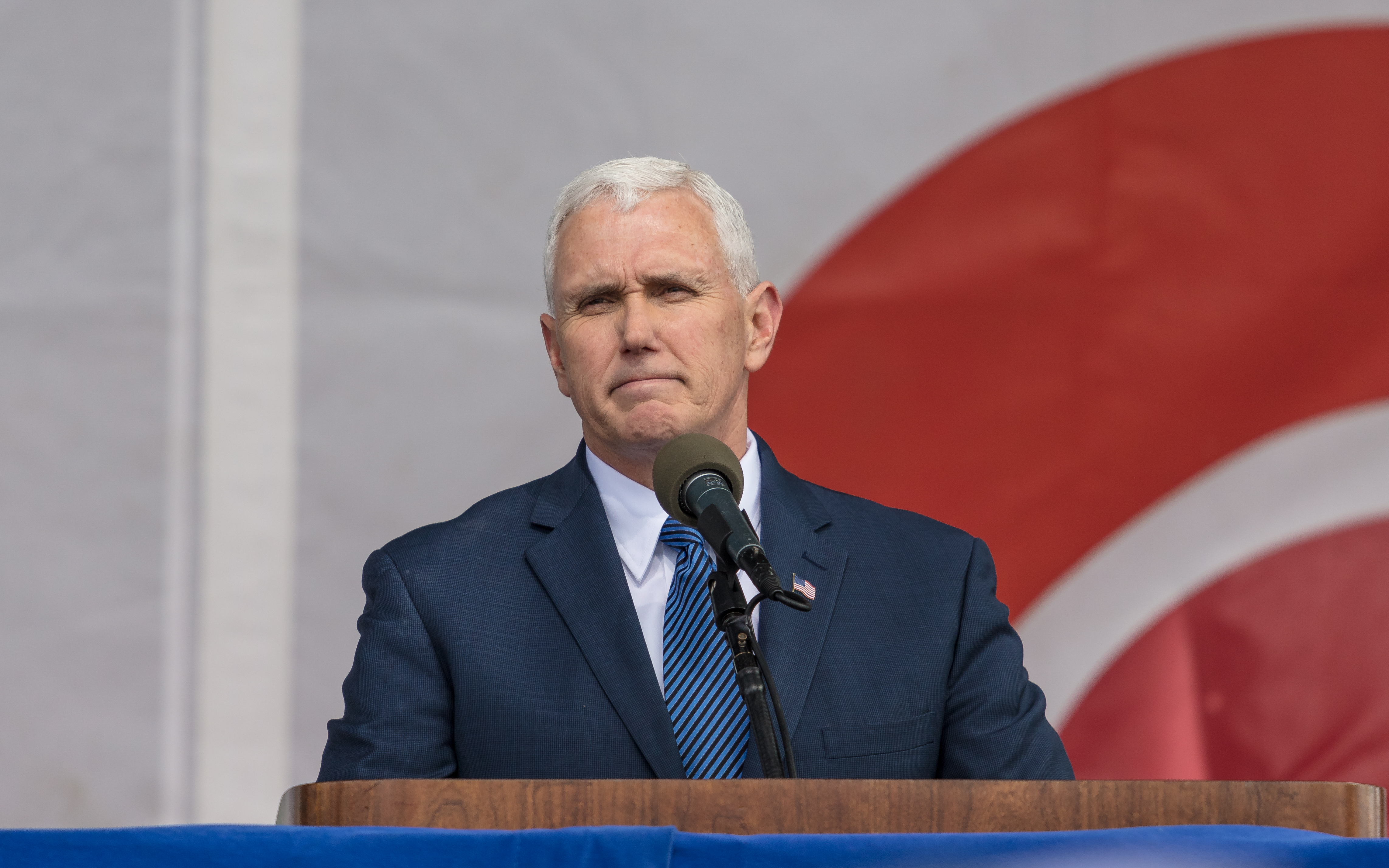
Mike Pence à la marche pour la vie de 2017.

#### Avortement et droits des femmes
Comme un chrétien fervent, Mike Pence a également proposé de rendre obligatoire l’enterrement de fœtus avortés : « Nous avons fait un pas important dans la protection des enfants non-nés […], je signe cette loi en priant Dieu de continuer de bénir ces précieux enfants, ces mères et ces familles », déclare-t-il alors. La mesure est finalement rejetée par le juge fédéral qui en conteste la constitutionnalité.
Lors des primaires républicaines de 2024, il adopte une position restrictive sur l'avortement.
Mike Pence affirme ne pas distinguer les femmes de leur rôle de mère, et s'oppose à l'idée qu'une femme puisse concilier favorablement sa carrière et l'éducation de ses enfants, car cela induirait, pour lui, un « retard de croissance et de développement » chez l’enfant, engendrant ainsi chez lui de la « souffrance ».

Mike Pence s'est également opposé à la carrière des femmes dans l'armée. Une de ses déclarations en 1999 s'appuie sur le dessin animé des studios Disney Mulan : 

« Beaucoup d’hommes trouvent les femmes séduisantes, beaucoup de femmes trouvent elles aussi les hommes séduisants, mettez-les ensemble dans des quartiers fermés, pendant une longue période de temps, et vous verrez que les choses commenceront à devenir intéressantes… comme dans Mulan. Morale de l’histoire : les femmes dans l’armée, c’est une mauvaise idée ! »

Lors de la campagne présidentielle de 2016, il condamne les propos misogynes tenus par Donald Trump dans une vidéo datant de 2005.

#### Droits des personnes LGBT
Mike Pence a décrit l'homosexualité comme un « effondrement sociétal » (« societal collapse »), et comme une donnée acquise (un choix) et donc non innée. Pence s'oppose donc au mariage entre personnes du même sexe, affirmant qu'il ne s'agit pas là d'une discrimination mais d'une « idée de Dieu ».
Il vote contre l'Employment Non-Discrimination Act (en) en 2007, qui prévoit de bannir toutes formes de discrimination à l'embauche des personnes LGBT.
Il ratifie en 2015 une loi dans l’Indiana qui soutient la liberté de religion et qui donne la possibilité aux entreprises de refuser de servir des clients au nom de leurs croyances.
Il a rejeté en mai 2016, la directive de l’administration Obama sur la possibilité pour les personnes transgenres d’utiliser les toilettes de leur choix.
S'opposant à la présence d’homosexuels dans l'armée au motif que leur présence « affaiblit les troupes », il a soutenu la directive militaire Don't ask, don't tell (désavouée en 2011) qui demande aux soldats de ne pas évoquer le sujet de leur homosexualité ou de celle de leurs collègues.
Il soutient également le financement public des thérapies de conversion pour les homosexuels.

## Historique électoral

### Chambre des représentants
| Année | Mike Pence | Démocrate | Libertarien | Indépendant |
| ----- | ---------- | --------- | ----------- | ----------- |
| Année |            |           |             |             |
| 1988  | 46,80 %    | 53,20 %   | -           | -           |
| 1990  | 40,63 %    | 59,37 %   | -           | -           |
| 2000  | 50,87 %    | 38,81 %   | 1,16 %      | 9,15 %      |
| 2002  | 63,79 %    | 34,40 %   | 1,80 %      | -           |
| 2004  | 67,09 %    | 31,29 %   | 1,62 %      | -           |
| 2006  | 60,01 %    | 39,99 %   | -           | -           |
| 2008  | 63,96 %    | 33,38 %   | 2,67 %      | -           |
| 2010  | 66,57 %    | 29,92 %   | 3,51 %      | -           |

### Gouvernorat
| Année | Mike Pence | Démocrate | Libertarien | Indépendant |
| ----- | ---------- | --------- | ----------- | ----------- |
| Année |            |           |             |             |
| 2012  | 49,62 %    | 46,42 %   | 3,96 %      | 0 %         |